# مایک بیزلی
مایک بیزلی (انگلیسی: Mike Beesley؛ زادهٔ ۱۰ ژوئن ۱۹۴۲) بازیکن فوتبال اهل بریتانیا است.
از باشگاه‌هایی که در آن بازی کرده‌است می‌توان به باشگاه فوتبال پیتربورو یونایتد، باشگاه فوتبال ساوتند یونایتد، و باشگاه فوتبال وستهام یونایتد اشاره کرد.